# Kathleen Erin Hogg Woodiwiss
Kathleen Erin Hogg Woodiwiss (Alexandria, Luisiana, EE. UU., 3 de junio de 1939 - Princeton, Minnesota, EE. UU., 6 de julio de 2007) fue una escritora superventas estadounidense de novela romántica que firmó trece novelas y dos cuentos como Kathleen E. Woodiwiss. Dentro de este género, se la considera la renovadora del romance histórico con la publicación, en 1972 de su extensa novela The Flame and the Flower (La llama y la flor). Fue la primera autora de novelas románticas en ser publicada en formato de tapa dura en EE. UU.

## Biografía
Kathleen Erin Hogg, nacida el 3 de junio de 1939 en Alexandria, Luisiana, EE. UU., era la menor de ocho hermanos, su padre era Charles Wingrove Hogg, veterano de la Primera Guerra Mundial que quedó inválido.  Comenzó a narrarse historias a ella misma a los seis años para ayudarse a dormir.   Su padre murió repentinamente cuando Woodiwiss solo tenía doce años.
Deseaba estudiar de Historia en la Universidad, pero a los 16, conoció al teniente de las Fuerzas Aéreas Ross Woodiwiss en un baile, y se casaron al año siguiente.  El matrimonio tuvo su primer hijo, Sean, antes de que la carrera militar de él, les llevase a vivir en Japón, donde nació su segundo hijo, Dorren, y donde ella trabajó a tiempo parcial como modelo para una agencia norteamericana.  Después de tres años y medio en Japón, la familia se trasladó a Topeka, Kansas, donde nació el tercer y último hijo del matrimonio, Heath.
Ross deseaba escribir una antología de cuentos, por lo que ella le compró una máquina de escribir esas mismas Navidades, decidía aprovecharla ella también para comenzar a escribir su propia novela. Aunque, su marido no la animó demasiado, ella escribió su primera novela y se la mostró a una de sus hermanas y a su cuñado durante una cena de Acción de Gracias, ellos fueron quienes la instarón a que presentase su novela para ser publicada.
Su primera obra, The Flame and the Flower (La llama y la flor) publicada en 1972, fue revolucionaria, al presentar una novela histórica romántica de carácter épico con una heroína de fuerte carácter y verdaderas escenas sexuales. Además se trataba de un libro sorprendentemente largo para trarse de una novela romántica ya que tenía más de 600 páginas, pronto se convirtió en un super ventas con más de 2'3 millones de copias vendidas en su primerla publicación. Woodiwiss fue además la primera autora de novelas románticas en ser publicada en tapas duras en EE. UU., un reconocimiento que normalmente se reserva para las obras que son superventas.
Woodiwiss era una ávida amazona, por lo que disfrutó durante años residiendo en su gran casa de 55 acres en Minnesota, pero debido a su salud delicada debido a un cáncer, pronto comenzó a pasar largas temporadas en su Luisiana natal, dónde el clima es más suave, y le resultaba más sencillo concentrarse a escribir.
Su esposo murió en 1996, tras lo cual ella se trasladó su residencia de forma permanente a Louisana. Ella disfrutaba de las visitas de las dos hermanas que le quedaban y de sus cuatro nietos, tres féminas y un varón.
Su precaria salud la llevó a que le fuera estirpado parte de un pulmón, a pesar de lo cual logró publicar en 35 años de carrera una trece novelas románticas y dos cuentos que han sido superventas, y de las cuales se han impreso más de 36 millones de ejemplares. En 2007 su salud se deterioró aún más, pero ella se empeñó en lograr terminar su última obra Everlasting, que finalmente tendrá que ser publicada de forma póstuma en octubre de 2007.
Su hijo mediano, Dorren Woodiwiss falleció prematuramente, y tan solo un mes después el miércoles 6 de julio de 2007 a las 06:30, Kathleen Erin Hogg Woodiwiss, fallecía a la edad de 68 en el Hospital Fairview Northland Regional de Princeton, Minnesota.

### Familia Birmingham
1. La llama y la flor (The Flame and the Flower, 1972)
2. El beso en "TRES BODAS Y UN BESO" (The kiss in "THREE WEDDING AND A KISS", 1995 con Catherine Anderson, Loretta Chase y Lisa Kleypas)
3. Después del beso en "BODAS A MEDIANOCHE" (Beyond the kiss in "MARRIED AT MIDNIGHT", 1996 con Jo Beverley, Tanya Anne Crosby and Samantha James)
4. Mentiras y secretos (A Season Beyond a Kiss, 2000)
5. Frágil llama de amor también traducida como La frágil llama del amor (The Elusive Flame, 1998)

### Novelas independientes
- El lobo y la paloma (Wolf and the Dove, 1974)
- Shanna (Shanna, 1977)
- Cenizas al viento (Ashes in the Wind, 1979)
- Una rosa en invierno (A Rose in Winter, 1981)
- Amarás a un extraño (Come Love a Stranger, 1984)
- Tan digno mi amor (So Worthy My Love, 1989)
- Por siempre en tus brazos también traducida como Para siempre en tus brazos (Forever in Your Embrace, 1992)
- Río de pasiones (Petals on the River, 1997)
- Pacto de amor (The Reluctant Suitor, 2003)
- Everlasting, 2007

## Premios y reconocimientos
- En 1988 recibió el reconocimiento a su carrera por la Asociación de Autores Románticos de América.